# Hopfgarten
Hopfgarten es una localidad situada en el municipio de Grammetal, en el distrito de Weimarer Land, Turingia (Alemania).
Fue un municipio independiente hasta el 31 de diciembre de 2019, en que se fusionó con otros municipios para formar el nuevo municipio de Grammetal.